# Svetlana Kolesnichenko
Svetlana Kolesnichenko (russe : Светлана Колесниченко) est une nageuse synchronisée russe née le 20 septembre 1993 à Gatchina. Elle remporte la médaille d'or du ballet aux Jeux olympiques d'été de 2016 à Rio de Janeiro.
Lors des Championnats du monde 2017 à Budapest, elle rafle 4 médailles d'or : le solo libre, le solo technique, le duo libre et le duo technique,. Elle remporte les deux médailles en duo avec sa compatriote Aleksandra Patskevich.
Elle est championne d'Europe en duo technique avec Varvara Subbotina en 2018.

## Palmarès

### Jeux olympiques
- Jeux olympiques d'été de 2016 à Rio de Janeiro ( Brésil) :
  -  Médaille d'or en ballet
- Jeux olympiques d'été de 2020 à Tokyo ( Japon)
  -  Médaille d'or en duo
  -  Médaille d'or en ballet

### Championnats du monde
- Championnats du monde 2011 à Shanghai ( Chine) :
  -  Médaille d'or par équipe libre
  -  Médaille d'or par équipe technique
  -  Médaille d'or en combiné
- Championnats du monde 2013 à Barcelone ( Espagne) :
  -  Médaille d'or du duo libre
  -  Médaille d'or du duo technique
  -  Médaille d'or par équipe libre
- Championnats du monde 2015 à Kazan ( Russie) :
  -  Médaille d'or par équipe libre
  -  Médaille d'or par équipe technique
  -  Médaille d'or en combiné
- Championnats du monde 2017 à Budapest ( Hongrie) :
  -  Médaille d'or du solo libre
  -  Médaille d'or du solo technique
  -  Médaille d'or du duo technique
  -  Médaille d'or du duo libre
- Championnats du monde 2019 à Gwangju ( Corée du Sud) :
  -  Médaille d'or du solo technique
  -  Médaille d'or du duo libre
  -  Médaille d'or du duo technique

### Championnats d'Europe
- Championnats d'Europe 2014 à Berlin ( Allemagne) :
  -  Médaille d'or du duo libre
  -  Médaille d'or par équipe libre
- Championnats d'Europe 2016 à Londres ( Royaume-Uni) :
  -  Médaille d'or par équipe technique
  -  Médaille d'or en combiné
- Championnats d'Europe 2018 à Glasgow ( Royaume-Uni) :
  -  Médaille d'or du solo libre
  -  Médaille d'or du solo technique
  -  Médaille d'or du duo libre
  -  Médaille d'or en duo technique
- Championnats d'Europe 2020 à Budapest ( Hongrie) :
  -  Médaille d'or du duo libre
  -  Médaille d'or en duo technique
  -  Médaille d'or en équipe technique